# Mours-Saint-Eusèbe
Mours-Saint-Eusèbe település Franciaországban, Drôme megyében. Lakosainak száma 3404 fő (2022. január 1.). Mours-Saint-Eusèbe Romans-sur-Isère, Génissieux és Peyrins községekkel határos.

## Népesség
A település népességének változása:
| Lakosok száma | 988  | 1839 | 2027 | 2414 | 2908 | 3040 | 3153 | 3229 | 3255 | 3404 |
|               | 1968 | 1982 | 1990 | 2006 | 2013 | 2015 | 2017 | 2019 | 2020 | 2022 |